# 東条操
東条 操（とうじょう みさお、1884年（明治17年）12月14日 - 1966年（昭和41年）12月19日）は、日本の国語学者。旧制静岡高等学校・広島高等師範学校・学習院・東洋大学の教授。東京大学講師。日本全国を回り、日本の方言研究の土台を築いた。

## 来歴
1884年（明治17年）に東京府東京市の浅草で生まれる。東京府立一中などを経て、東京帝国大学文科卒業。上田萬年の講義から方言研究に進む。1927年（昭和2年）の旧制静岡高等学校教授時代に、「大日本方言地図・国語の方言区画」をまとめる。1931年（昭和6年）、柳田國男、橋本進吉らと共に『方言』を創刊した。
その後、『標準語引分類方言辞典』や『全国方言辞典』、『方言と方言学』、『国語学新講』などを出版する。
1966年（昭和41年）死去。享年82。

## 栄典
- 1940年（昭和15年）8月15日 - 紀元二千六百年祝典記念章[1]

## 著書

### 単著
- 『南島方言資料』宏徳会〈宏徳会紀要 第1〉、1923年8月。
- 『大日本方言地図・国語の方言区劃』育英書院、1927年3月。NDLJP:1188345 NDLJP:1871586。
- 『方言研究の概観』岩波書店〈岩波講座日本文学〉、1932年6月。
- 『新定女子国文典』星野書店、1932年8月。
- 『中等国文法教師参考書』星野書店、1932年10月。
- 『国文学新史』三省堂、1935年9月。NDLJP:1880593。
- 『国語学新講』刀江書院、1937年5月。
- 『方言と方言学』春陽堂書店、1938年6月。
- 『新修国語要説』星野書店、1943年6月。NDLJP:1126214。
- 『新修国語学史』星野書店、1948年5月。
- 『新国語学概論』喜久屋書店、1948年5月。
- 東条操先生古稀記念会 編『日本方言地図』吉川弘文館、1956年10月。
- 『方言学の話』明治書院、1957年12月。
- 『最近の国語学と方言学』筑摩書房、1960年8月。

### 編集
- 『方言採集手帖』郷土研究社〈炉辺叢書〉、1928年6月。NDLJP:1023506 NDLJP:1904799。
- 『簡約方言手帖』郷土研究社、1931年8月。NDLJP:1849878。
- 『全国方言辞典』東京堂、1951年12月。
- 『日本方言学』吉川弘文館、1953年12月。
- 『標準語引分類方言辞典』東京堂、1954年12月。

### 校訂
- 十返舎一九『東海道中膝栗毛』有朋堂書店〈有朋堂文庫〉、1927年12月。NDLJP:1223300。
- 越谷吾山 編『物類称呼』岩波書店〈岩波文庫〉、1941年11月。

### 著作集
- 徳川宗賢 編『私の方言学』ゆまに書房〈東条操著作集 第1巻〉、1995年12月。ISBN 9784897140001。
- 徳川宗賢 編『方言学の展開』ゆまに書房〈東条操著作集 第2巻〉、1996年3月。ISBN 9784897140018。
- 徳川宗賢 編『方言研究の歩み』ゆまに書房〈東条操著作集 第3巻〉、1996年9月。ISBN 9784897140025。
- 『国語方言の研究 東上操先生講義録』柴田武筆録・校訂、ゆまに書房〈東条操著作集 第4巻〉、1997年5月。ISBN 9784897140032。
- 徳川宗賢 編『別巻』ゆまに書房〈東条操著作集 第5巻〉、1997年7月。ISBN 9784897140049。